# سقط جنین در شیلی
سقط جنین در شیلی در سال‌های اخیر تغییرات چشمگیری داشته‌اند. از سال ۲۰۱۷، سقط جنین در سه حالت خاص قانونی شد: زمانی که جان زن در خطر باشد، در موارد تجاوز جنسی (تا ۱۲ هفته از بارداری یا ۱۴ هفته اگر قربانی زیر ۱۴ سال باشد)، و در موارد زنده‌مانی جنین. با وجود این تغییرات قانونی، برخی از پزشکان به‌ویژه در موارد تجاوز جنسی از انجام سقط جنین خودداری می‌کنند.
تغییر به سمت حقوق باروری گسترده‌تر از سال ۲۰۰۶ آغاز شد، زمانی که فعالان موفق به قانونی‌سازی قرص‌های اورژانسی پیشگیری از بارداری در دولت میشل باشله شدند. تا سال ۲۰۱۰، مراکز بهداشت عمومی موظف شدند که قرص‌های اورژانسی پیشگیری از بارداری را به‌صورت رایگان به افراد بالای ۱۴ سال ارائه دهند، بدون نیاز به رضایت والدین.
در اوت ۲۰۱۷، کنگره ملی قانونی را تصویب کرد که سقط جنین را تحت شرایط ذکرشده قانونی می‌کند. این قانون در سپتامبر ۲۰۱۷ به اجرا درآمد، پس از چالشی قانونی از سوی گروه‌های محافظه‌کار. تا ژانویه ۲۰۱۸، خدمات سقط جنین تحت پوشش‌های پزشکی عمومی و خصوصی در دسترس قرار گرفت.
تلاش‌های بیشتر برای گسترش حقوق باروری با موانعی روبه‌رو شده‌اند. در نوامبر ۲۰۲۱، مجلس نمایندگان یک لایحه برای جرم‌زدایی از سقط جنین تا هفته چهاردهم را رد کرد. به‌طور مشابه، در سال ۲۰۲۲، پیش‌نویس قانون اساسی که شامل مقرراتی برای حقوق باروری و قانونی‌سازی سقط جنین بود، توسط اکثریت رأی‌دهندگان شیلی در یک همه‌پرسی ملی رد شد.

## پیش‌زمینه قانونی
"قانون خدا می‌گوید 'قتل نکن.' هیچ چیز نمی‌تواند غیرطبیعی‌تر از مجازات کردن با مرگ فرد بی‌دفاع، اما انسان، که هنوز به دنیا نیامده، باشد. سقط جنین قتل است، حتی اگر جسد خیلی کوچک باشد."

دریادار خوزه توریبیو مرینو در سال ۱۹۸۹.
در سال ۱۹۳۱، کد بهداشت یک ماده قانونی برای مجاز دانستن سقط جنین درمانی معرفی کرد، که به زنان در خطر مرگ اجازه می‌داد این عمل را با تأیید دو پزشک انجام دهند. با این حال، این ماده قانونی در ۱۵ سپتامبر ۱۹۸۹ توسط دیکتاتوری نظامی لغو شد، زیرا پیشرفت‌های پزشکی باعث شد که آن را «دیگر توجیه‌پذیر» ندانند.
قوانین فعلی در مورد سقط جنین در قانون جزا در مواد ۳۴۲ تا ۳۴۵ تدوین شده‌اند، که به «جرایم و تخلفات علیه نظم خانواده، اخلاق عمومی و یکپارچگی جنسی» می‌پردازند. طبق این قوانین، سقط جنین غیرقانونی می‌تواند تا پنج سال زندان برای فردی که این عمل را انجام می‌دهد منجر شود، و تا ده سال اگر در این عمل علیه زن باردار خشونت استفاده شود. اگر زن باردار با رضایت خود یا شخصاً اقدام به سقط جنین غیرقانونی کند، ممکن است با حداکثر پنج سال حبس مواجه شود. علاوه بر این، یک پزشک که اقدام به سقط جنین غیرقانونی کند، ممکن است تا ۱۵ سال زندان محکوم شود. قانون اساسی کشور، در ماده ۱۹–۱، بیان می‌کند که «قانون از زندگی کسانی که در حال تولد هستند محافظت می‌کند.» پیش از سال ۲۰۲۲، برای اصلاح این ماده، اکثریت دو سوم در هر دو مجلس کنگره شیلی لازم بود.
از سال ۱۹۹۰، قانون‌گذاران ۱۵ لایحه مرتبط با سقط جنین را برای بحث در کنگره ارائه کرده‌اند که ۱۲ لایحه در مجلس نمایندگان و سه لایحه در سنا مطرح شده‌اند. تقریباً نیمی از این لوایح به افزایش مجازات‌های موجود یا ایجاد موانع قانونی برای جلوگیری از قانونی شدن سقط جنین اختصاص داشتند. دو لایحه دیگر پیشنهاد ساخت یادبودهایی برای گرامی‌داشت «قربانیان بی‌گناه سقط جنین» را ارائه کردند. چهار لایحه خواستار مجاز شدن سقط جنین در صورت به‌خطر افتادن جان مادر بودند و یک لایحه نیز آن را در موارد تجاوز پیشنهاد کرد.
در حال حاضر، ۹ لایحه در دست بررسی است، در حالی که یک لایحه رد شده و پنج لایحه دیگر بایگانی شده‌اند، به این معنی که طی دو سال گذشته مورد بحث قرار نگرفته‌اند. دو لایحه مشابه که بازگرداندن سقط جنین درمانی را به شکلی که پیش از سال ۱۹۸۹ بود درخواست می‌کنند، در حال حاضر در کمیسیون پزشکی مجلس نمایندگان تحت بررسی قرار دارند. اولین لایحه در ۲۳ ژانویه ۲۰۰۳ و جدیدترین آن در ۱۹ مارس ۲۰۰۹ ارائه شد.